# Amphibdelloides
Amphibdelloides är ett släkte av plattmaskar. Amphibdelloides ingår i familjen Dactylogyridae.
Kladogram enligt Catalogue of Life:
| Amphibdelloides | \| \| Amphibdelloides maccallumi \| \| \| \| \| \| Amphibdelloides narcine \| \| \| \| |
|                 | \| \| Amphibdelloides maccallumi \| \| \| \| \| \| Amphibdelloides narcine \| \| \| \| |
|                 | Amphibdelloides maccallumi                                                             |
|                 |                                                                                        |
|                 | Amphibdelloides narcine                                                                |
|                 |                                                                                        |